# Малая Дора
Малая Дора — деревня в Череповецком районе Вологодской области.
Входит в состав Судского сельского поселения, с точки зрения административно-территориального деления — в Судский сельсовет.
Расстояние по автодороге до районного центра Череповца — 48 км, до центра муниципального образования Суды — 9 км. Ближайшие населённые пункты — Большая Дора, Малое Ново, Неверов Бор.
По переписи 2002 года население — 7 человек.
До деревни ходит пригородный автобусный маршрут №111 «Автовокзал Череповец — Большая Дора».